# Biber (LaTeX)
Biber је програм за библиографску обраду информација који ради у спрези са LaTeX пакетом biblatex.

## Информације
Biblatex се ослања на BibTeX само за сортирање и генерисање опште .bbl датотеке. Biber елиминише потребу за BibTeX. То укључује чист перл BibTeX парсер. С обзиром на исту датотеку података као улаз, излаз бибер треба функционално идентична .bbl датотека као BibTeX. Предности је да не буде зависна BibTeX обухватају следеће: пуну униkод подршку, немеморијална ограничења, и могућност проширења.